# John Macionis
John Macionis, né le 27 mai 1916 à Philadelphie et mort le 16 février 2012 à Charlottesville, est un nageur américain.

## Carrière
John Macionis participe aux Jeux olympiques d'été de 1936 à Berlin et remporte la médaille d'argent dans l'épreuve du 4x200m nage libre avec Ralph Flanagan, Paul Wolf et Jack Medica.